# Ludwig Wolfgang
Ludwig Wolfgang (19. května 1846 Rossbach – 1906 Rossbach) byl rakouský a český podnikatel a politik německé národnosti, na přelomu 19. a 20. století poslanec Českého zemského sněmu.

## Biografie
Profesí byl majitelem továrny v rodném Rossbachu (dnes Hranice), kterou převzal po otci roku 1871. Dlouhodobě byl aktivní veřejně i politicky. Od roku 1876 byl členem obecního zastupitelstva v Rossbachu a od roku 1888 starostou. Od roku 1878 zároveň zasedal v okresním zastupitelstvu. Od roku 1881 byl členem obchodní komory v Chebu. Po více než 25 let se angažoval ve sboru dobrovolných hasičů a byl za to vyznamenán diplomem Ústředního zemského spolku hasičského.
Koncem století se zapojil i do zemské politiky. Ve volbách v roce 1895 byl zvolen v kurii obchodních a živnostenských komor (volební obvod Cheb) do Českého zemského sněmu. Politicky patřil k Německé lidové straně (němečtí nacionálové).